# Daniel Stephan
Daniel Stephan, född 3 augusti 1973 i Rheinhausen, är en tysk före detta handbollsspelare (vänsternia/mittnia). Han spelade 183 landskamper och gjorde 590 mål för Tysklands landslag. Han blev utsedd till Årets bästa handbollsspelare i världen 1998. På grund av olika skador fick Stephan aldrig delta vid ett VM för Tyskland.

## Klubbar
- OSC Rheinhausen (1982–1994)
- TBV Lemgo (1994–2008)

## Meriter
Med klubblag
- Tysk mästare: 1997 och 2003
- Tysk cupmästare: 1995, 1997 och 2002
- Cupvinnarcupmästare 1996
- EHF-cupmästare 2006

Med landslaget
- EM-brons 1998
- EM-silver 2002
- EM-guld 2004
- OS-silver 2004

Individuella utmärkelser
- Årets bästa handbollsspelare i världen 1998
- Årets handbollsspelare i Tyskland: 1997, 1998 och 1999